# Longrita grasspatch
Longrita grasspatch là một loài nhện trong họ Trochanteriidae. Loài này phân bố ở Tây Úc.